# Welschnofen
Welschnofen (em italiano Nova Levante) é uma comuna italiana da região do Trentino-Alto Ádige, província de Bolzano, com cerca de 1.825 habitantes. Estende-se por uma área de 50 km², tendo uma densidade populacional de 37 hab/km². Faz fronteira com Cornedo all'Isarco, Moena (TN), Nova Ponente, Pozza di Fassa (TN), Predazzo (TN), Tires, Vigo di Fassa (TN).

## Demografia
| Variação demográfica do município entre 1861 e 2011                               |
|                                                                                   |
| Fonte: Istituto Nazionale di Statistica (ISTAT) - Elaboração gráfica da Wikipedia |